# 籍田
籍田又称藉田、籍田礼、籍礼、亲耕、耤田，是漢字文化圈古代每年正月春耕之前，天子率領诸侯、大臣亲自耕田的一种典礼。《國語·周語》中就有籍田的記載。礼记也记载了藉田礼的目的、时间、流程。汉文帝于前元二年所行的藉田礼，是最早的有明确纪年的天子亲耕。

## 簡介
历代统治者非常看重藉田礼。《册府元龜》记载，唐玄宗于开元二十三年藉田，希望能多耕一点田，而礼官认为不可逾越传统的“天子三推”。“帝曰：‘夫禮，豈不在濟人治國勤事務功乎！朕發乎至誠，深惟嘉殖，將以勸南畝、供粢盛，豈非禮意也。’於是九推而止。”《舊唐書·禮儀志》记载，唐肃宗乾元二年藉田，看见所用耒耜上有花纹装饰，认为农具本应朴素，自己“勤身率下”也当如此，命令撤换。此外还多有藉田当日或次日大赦、改元的记载，如晋武帝泰始四年藉田、大赦，梁武帝天监十三年、中大通六年藉田、大赦，宋太宗端拱元年藉田、大赦、改元。藉田礼經常與祭祀先农相结合。汉顺帝长期不行藉田礼，黄琼就上疏：“迎春東郊，既不躬親，先農之禮，所宜自勉。”先农之礼与藉田被看成同一件事。
根据《明史·禮志》考证，礼制中最初没有明文规定藉田礼与先农祭祀要在同一天进行；到汉代，才开始在藉田当日祭祀先农，晋朝、唐朝、北宋都延续了这样的做法；宋徽宗政和年间规定，由官员祭祀先农，天子只参加藉田礼；南宋开始又改为亲自祭祀；元代又改为代祀。明朝规定，在仲春，由皇帝亲自祭祀先农、躬耕藉田。明、清两朝皇帝亲祭亲耕或遣官代祭代耕先农坛的次数分别达到35次和247次。
据《越史略》记载，公元987年农历丁亥年正月初七，前黎朝皇帝黎桓在隊山（今河南省维先市社先山社）下籍田，此为越南籍田礼之始，现今的越南政府每年仍然会在隊山举行籍田礼，越南党政高层亦时常出席典礼。
日本天皇的親耕（お田植え）始於奈良時代，之後一度中斷，直到昭和天皇再度舉行並延續至今。天皇會在春天於皇居內的稻田插秧，秋天時收割水稻並將其作為新嘗祭的祭品。